# ペンタジン
ペンタジン(Pentadin)は、甘味を持つタンパク質で、1989年にニシアフリカイチゴ(Pentadiplandra brazzeana)の果実から発見、単離された。
果実は、長い間、類人猿や現地の住民に食されてきた。果実は非常に甘く、幼児が母乳を忘れてしまうような味であるため、現地の人は、現地の言葉で”j'oubli”（フランス語で"I forgot"の意味）と呼ぶ。
ペンタジンは、ブラゼインとともに、この果実から、1994年に発見された。
ペンタジンの分子量は、12kDaと推定されている。
重量ベースで、スクロースの500倍甘いと報告されている。甘さは徐々に増し、モネリンやソーマチンと同じように消失する。しかし、ペンタジンの甘さのプロファイルは、ソーマチンよりもモネリンに近い。